# Anisomysis comorensis
Anisomysis comorensis är en kräftdjursart som beskrevs av Wooldridge och Gerlof Fokko Mees 2004. Anisomysis comorensis ingår i släktet Anisomysis och familjen Mysidae. Inga underarter finns listade i Catalogue of Life.